# Ariadne Oliver
Ariadne Oliver è un personaggio letterario creato dalla scrittrice di romanzi gialli Agatha Christie. Questo personaggio è comparso per la prima volta in un racconto incluso poi nella raccolta Parker Pyne indaga del 1934. La prima volta in cui avrà invece un ruolo più ampio e complesso sarà nel romanzo Carte in tavola del 1936, in cui collaborerà insieme a Poirot, al sovrintendente Battle e al colonnello Race alla soluzione dell'omicidio. Per lungo tempo non comparirà più come personaggio nella produzione letteraria della Christie, fino al 1952, anno in cui verrà pubblicato Fermate il boia, che segnerà l'avvio di una presenza più costante della Oliver all'interno dei romanzi che avranno per protagonista Poirot.

## Caratterizzazione
Si tratta di una scrittrice di romanzi gialli, tutti di grande successo. È una signora inglese di età piuttosto avanzata, ma in piena forma e molto attiva. Dalle poche descrizioni che ne dà la Christie, si sa che è una donna corpulenta, con folti capelli grigi che si pettina in maniere molto complicate. La Oliver è molto intelligente ma difetta un po' di logica e di senso pratico, e soprattutto ha moltissima fantasia, il che le permette di creare trame complicatissime per i suoi romanzi: quando si trova ad affrontare casi reali di omicidio, riesce immediatamente a immaginare moltissime possibili soluzioni del mistero, benché tutte alquanto improbabili. D'altronde, è fermamente convinta che l'intuito, che considera una dote prettamente femminile e di cui si reputa dotata al massimo grado, sia superiore alla logica.

## Apparizioni
- Parker Pyne indaga del 1934;
- Carte in tavola del 1936;
- Fermate il boia del 1952;
- La sagra del delitto del 1956;
- Un cavallo per la strega del 1961, senza affiancare Poirot;
- Sono un'assassina? del 1966;
- Poirot e la strage degli innocenti del 1969;
- Gli elefanti hanno buona memoria del 1972;
- Il segreto di Greenshore del 2014

Viene inoltre citata più volte come cliente della copisteria per cui lavora la protagonista in Sfida a Poirot del 1964.